# Galgon
Galgon település Franciaországban, Gironde megyében. Lakosainak száma 3109 fő (2022. január 1.). Galgon Les Billaux, Périssac, Saillans, Saint-Ciers-d’Abzac, Saint-Martin-du-Bois, Savignac-de-l’Isle, Vérac és Villegouge községekkel határos.

## Népesség
A település népességének változása:
| Lakosok száma | 1106 | 2323 | 2514 | 2489 | 2998 | 3035 | 3014 | 3022 | 3030 | 3109 |
|               | 1968 | 1982 | 1990 | 2006 | 2013 | 2015 | 2017 | 2019 | 2020 | 2022 |